# Љубавни случај сестре једног министра
„Љубавни случај сестре једног министра” је југословенски ТВ филм из 1973. године. Режирао га је Андрија Ђукић а сценарио је написан по делу Бранислава Нушића.

## Улоге
| Глумац                 | Улога |
| ---------------------- | ----- |
| Љубиша Бачић           |       |
| Драгутин Добричанин    |       |
| Милан Цаци Михаиловић  |       |
| Павле Минчић           |       |
| Зорица Мирковић        |       |
| Миодраг Петровић Чкаља |       |
| Радмила Савићевић      |       |
| Ружица Сокић           |       |